# 成语
成语是漢字文化圈特有的语言形式，存在於漢語中，它是一个固定短语，表达了一个固定的语意，常带有历史故事及哲学意义。成语大多数由四个汉字组成，在文言文中使用广泛，也有其他字数不等的成语，在白话文或者日常会话中也经常出现。

## 背景
成語之主要來源如下：
- 中國古代神話故事，如：夸父追日、精卫填海、女媧補天等。
- 中國古代寓言故事，如：刻舟求劍、狐假虎威、愚公移山、庖丁解牛等。
- 中国古代历史故事，如：刮目相看、紙上談兵、破釜沉舟、完璧歸趙、樂不思蜀、莫须有、功德无量[1]等。
- 中国古代文学作品，如：故弄玄虛[2]、老骥伏枥、青出于蓝、囫圇吞棗、篳路藍縷、黃粱一夢等。
- 今人文學作品：尘埃落定等。
- 外國故事 如：火中取栗[3]等。

## 语义变迁
部分成语由于语言的历史演变而产生了意义变迁。
- 空穴来风：原指有事实依据，今多指无事实依据。

## 语法
成语的语法较为复杂，按照现代汉语语法，将成语分为以下几类。

### 主謂關係
主謂式成語前面部分表示人或事物，是被陳述說明的物件；後面部分表示人或事物的行為、動作、性質、狀態、特徵，是陳述或說明前面部分的。 前面部分相當於主語，後面部分相當於謂語。如：螳螂捕蟬、燕啄皇孫。
而雙主謂式成語是由兩個以上主語構成的成語。如：人仰馬翻、人亡政息。

### 并列关系
成语中的两个部分相互关联，或者语意地位相同。 如：情投意合、三番兩次、國泰民安、集思廣益。

### 动宾关系
成语中有动词和宾语，并且在逻辑上构成关系。 如：平分秋色、大显身手、顧全大局、嶄露頭角

### 偏正关系
成语中的一部分用来限定或修饰另一部分，常见的偏正结构为定语+中心语，状语+中心语。如：世外桃源，一盘散沙，默默不語，擦肩而過。

### 补充关系
成语中的一部分用来补充说明另一部分。如：轻于鸿毛、遗臭万年

### 承接关系
各个部分有连接、逻辑关系。往往前后部分均有动词，两者顺序不能被颠倒。如：马到成功、水到渠成。

### 转折关系
语意与态度的转变，不依照前一部分往下说。如：不约而同

### 递进关系
程度越来越深，后一部分相比较前部分而言，意思与语态更进一步。如：得陇望蜀、得寸進尺。

### 选择关系
有选择之意的成语，此类成语大多数存在“宁愿做，也不做”、“要么，要么”等语法现象。如：宁死不屈

### 因果关系
成语前后部分有逻辑上的因果关系，有明确的先后顺序。如：温故知新

### 条件关系
前后部分有主动发生和被动发生之区别，亦有因果关系，此类成语有“如果，那么”之意。如：不入虎穴焉得虎子

### 目的关系
此类成语有“做某事为了某事”之意。如：守株待兔

### 假设关系
虚拟语气，假设一个不可能或不存在的情景。如：有闻必录

### 让步关系
此类成语有“即使，也不”之意，前后有让步关系。如：插翅難飛。

### 存在争议的语法
此类成语的语法与结构含糊不清，具有争议性。如：胡说八道、大大咧咧。

### 修辭
有些成語可用到對偶的句中對修辭法。如：千山萬水、燈紅酒綠。

## 与常用四字词语之区别
成语跟常用四字熟语的本质区别是，成语有历史故事衬托与哲学意义，即表裡二重意思，缺一不可。而普通四字词语或四字熟语则未必两者兼备，如「东北季风」、「马来西亚」等词语，以及「全面来袭」、「欢天喜地」之类四字熟语，都不是成语。又如「见怪不怪」是成语，但「见惯不怪」或为该成语讹误而成的四字熟语，仅是词语而非成语。成语若拆开解释便会失去原本的意义，而词语拆开分别解释与组合解释，意思一样。成语中的文法及词语结构常与现今的白话文有所差异，文字的使用较为凝炼。另外，成语词组是固定的，其中的单字如无意中抽换成其他同意的单字使用，多被视为误用或衍生词；而刻意抽换成其他单字以表示不同的意义，则会被视为特殊的修辞手法（雙關修辭等）；随着现代汉语多样化的表达方式逐渐为大众所接受，以及大众受到传统文化教育的层次不一，误用成语和借成语讽刺两者之间的界限往往不是那麽清楚。

## 台湾教育界关于成语的讨论
中華民國前教育部長杜正勝表示現存成語可能與現實脫節，如「三隻小豬」、「睡美人」等童話故事也可以作為“新成語”，輿論用「杜氏成語」譏諷他的這種主張。教育部成語典編輯召集人李鍌表示，「三隻小豬」絕非成語，而是「參考語料」，放在成語典附錄純供參考， 杜正勝反而以教育部長身份堅持《三隻小豬》作為成語並無不當，并批評成語“讓人思考懶散”，认为“用成语会让人变得懒散、思想混沌、一知半解，成语与现代生活无关，用成语是国文教育的失败”，引起軒然大波，受到輿論廣泛批評。
雜誌《親子天下》即指出，漢字記憶已經相當困難，而台灣的小學生花太多時間在成語記憶上，師長的教學測驗觀念也有偏差、打壓學習興趣，造成台灣小學生閱讀理解能力比香港學生差。